# Ringelröteln

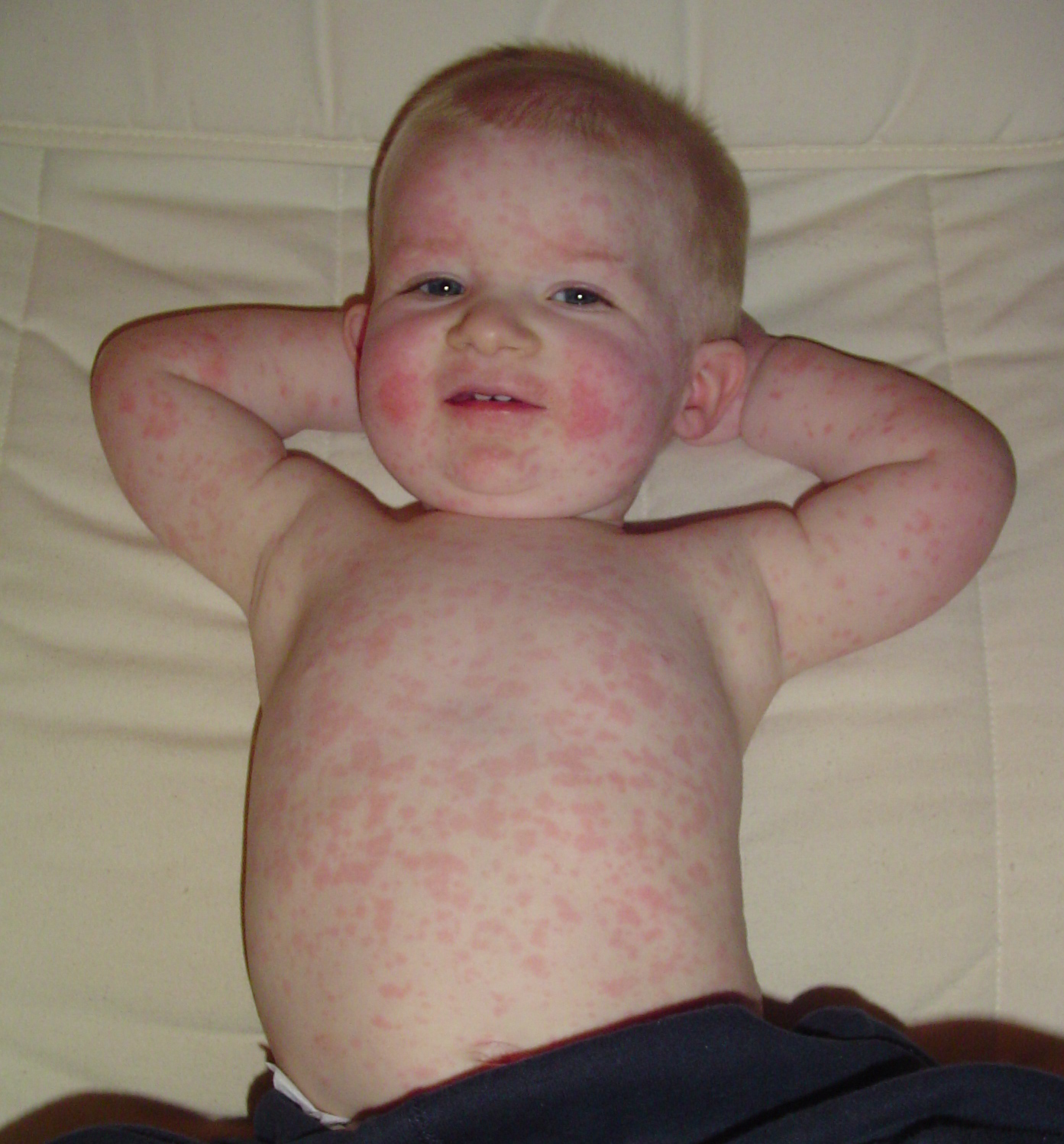
Hautausschlag bei Ringelröteln

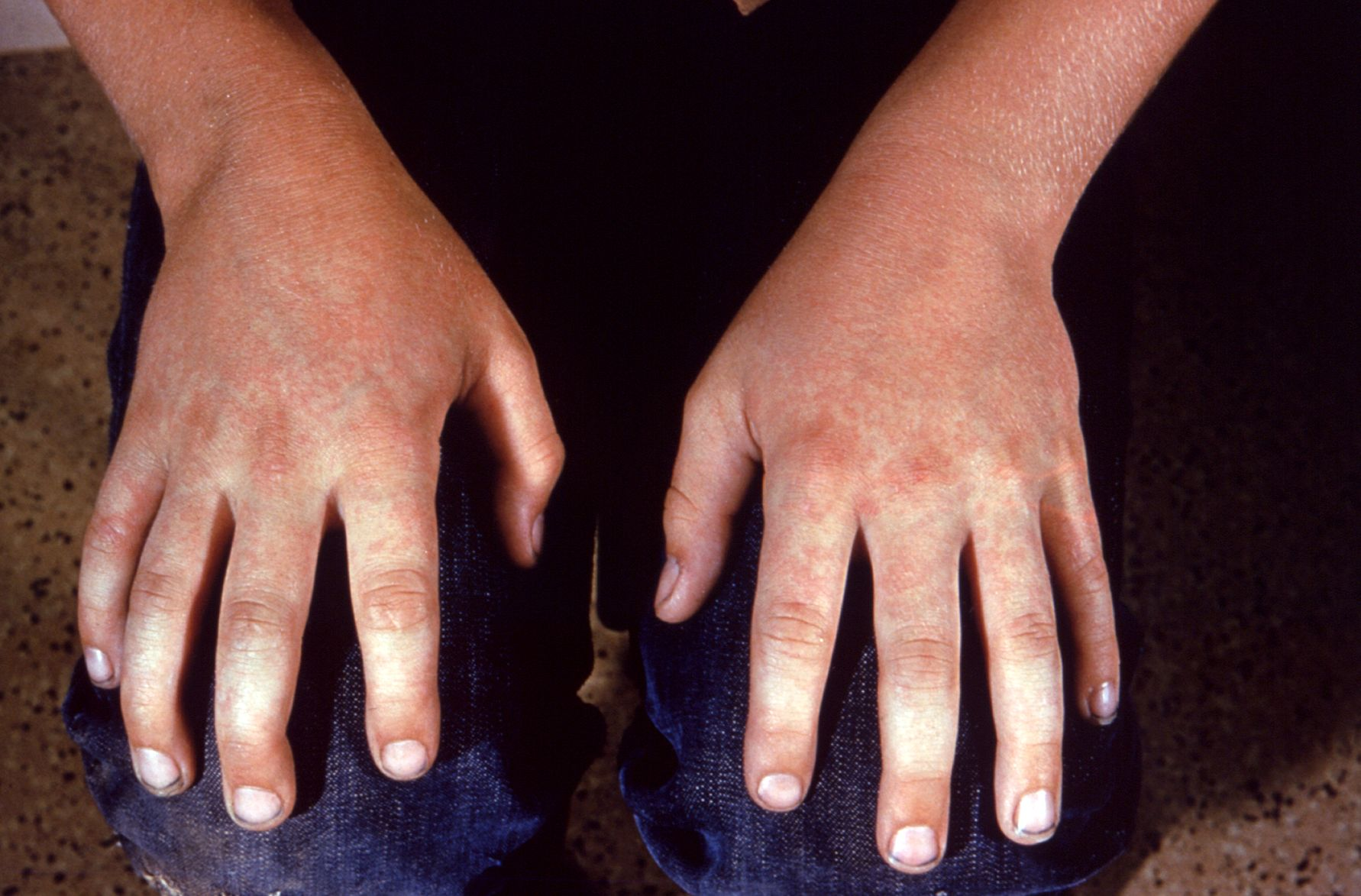
Ausschlag bei Ringelröteln

Ringelröteln oder Erythema infectiosum (Synonyme: Kinderrotlauf, Stickersche Krankheit, fünfte Krankheit, englisch fifth disease, französisch mégalérythème épidémique) ist eine ansteckende exanthemische Krankheit, die durch das Parvovirus B19 hervorgerufen wird.
Wie die Röteln (Rubella) zählen auch die Ringelröteln zu den sogenannten Kinderkrankheiten, obwohl auch Erwachsene noch daran erkranken können. Häufig verläuft die Infektion ohne Krankheitszeichen. Nur ein Teil der Patienten zeigt den charakteristischen Hautausschlag mit schmetterlingsförmiger Gesichtsrötung und ringelförmigem Extremitätenexanthem. Nur sehr selten treten ernsthafte Komplikationen auf. Es gibt keine Impfung und keine ursachenbezogene Therapie.

## Geschichte
Den Namen „fünfte Krankheit“ oder „fifth disease“ im englischen Schrifttum erhielten die Ringelröteln durch das Bemühen der Ärzte ab dem 17. Jahrhundert, die Kinderkrankheiten mit Hautausschlag (Exanthem) voneinander abzugrenzen und zu systematisieren. Der aus Ansbach stammende Wiener Kinderarzt und Bakteriologe Theodor Escherich grenzte die Ringelröteln 1896 gegen die Masern ab und erklärte sie zur selbstständigen Krankheit. Nach Masern, Scharlach und Röteln wurde im Jahr 1900 durch Clement Dukes eine „vierte Krankheit“ beschrieben, die heute jedoch in der Regel nicht mehr als eigenständiges Krankheitsbild gesehen wird. Die auch Stickersche Krankheit genannte Erkrankung wurde 1899 von Georg Sticker beschrieben. Im Jahr 1905 wurden die Ringelröteln erstmals als „fünfte Krankheit“ bezeichnet, wobei der Erreger lange Zeit unbekannt blieb.
1974 entdeckte die australische Virologin Yvonne Cossart bei der routinemäßigen elektronenmikroskopischen Untersuchung des Blutes von Blutspendern auf das Hepatitis-B-Virus surface-Antigen -(HBsAg)-Strukturen, die wie Parvovirus-Partikel aussahen. Spätere Untersuchungen zeigten, dass es sich um ein bisher nicht bekanntes humanes Parvovirus handelte. Den Namen Parvovirus B19 trägt dieses kleine Virus nach der Probe B19, in der es gefunden wurde. 1981 konnte mit dem Nachweis einer Parvovirus-B19-Infektion bei Patienten mit Sichelzellenanämie und dem vorübergehenden Erliegen der Blutbildung (einer aplastischen Krise) ein Zusammenhang mit einer Erkrankung hergestellt werden. Zwei Jahre später konnten Infektionen durch Parvovirus B19 als Ursache der Ringelröteln identifiziert werden.

## Erreger
Das unbehüllte DNA-Virus aus der Familie der Parvoviren (Parvoviridae), deren Unterfamilie der Parvovirinae und Gattung Erythrovirus ist mit einem Durchmesser von nur 23 nm das kleinste den Menschen krankmachende (humanpathogene) Virus überhaupt. Seine Erbinformation besteht aus einem einzelnen Strang DNA. Es gibt drei verschiedene Genotypen, die mit Genotyp 1 bis 3 bezeichnet werden. Das Virus benutzt zur Vermehrung bevorzugt Vorläuferzellen der roten Blutkörperchen im Knochenmark  (die reifen roten Blutkörperchen hingegen haben keinen Zellkern und auch keine Werkzeuge zur Vervielfältigung von Erbmaterial).

## Epidemiologie
Das einzige Reservoir für den Erreger ist der Mensch. Die Übertragung erfolgt durch Tröpfcheninfektion bei direktem Kontakt, auch durch verunreinigte Hände und in seltenen Fällen durch infizierte Blutprodukte. Die Ansteckungsfähigkeit ist in den ersten vier bis zehn Tagen nach Infektion am größten.
Das heißt, dass Kinder im Stadium mit Hautausschlag praktisch nicht mehr ansteckend sind. Die Infektion hinterlässt vermutlich eine lebenslange Immunität.
Die Durchseuchungsrate, das heißt der Anteil von Menschen, die eine Infektion schon durchgemacht haben, liegt im Vorschulalter bei etwa fünf bis zehn Prozent, im Erwachsenenalter bei 60 bis 70 Prozent. Zahlen über mütterliche Infektionen in der Schwangerschaft liegen nicht vor, sie scheinen aber selten zu sein. Bei einer gesicherten Infektion der Mutter liegt das Erkrankungsrisiko für das ungeborene Kind etwa bei fünf bis zehn Prozent und ist am größten bei Infektionen zwischen der 13. und 20. Schwangerschaftswoche.
Die Zeit zwischen Ansteckung und Ausbruch der ersten Symptome (Inkubationszeit) beträgt in der Regel vier bis 14 Tage (maximal drei Wochen). Die Virenausscheidung dauert in der Regel vom fünften bis zum zehnten Tag nach der Infektion. Deshalb ist in der Zeit vor dem Auftreten der ersten Krankheitsanzeichen die Übertragungsmöglichkeit am höchsten.

## Symptome
In der Mehrzahl der Fälle verläuft die Infektion symptomlos, und es findet eine stille Feiung (eine Immunisierung bei symptomloser Infektion) statt. In anderen Fällen finden sich grippeähnliche Symptome ohne Hautausschlag.

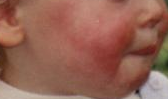
Typische Gesichtsrötung bei Ringelröteln

Der typische Ausschlag wird nur bei 15 bis 20 Prozent der Infizierten beobachtet und beginnt an den Wangen mit roten Flecken, die sich vergrößern und zusammenfließen (konfluieren). Meist ist die Mundpartie ausgespart (Schmetterlingserythem). Die Krankheit heißt im englischen Sprachraum daher auch „slapped cheek disease“ (Ohrfeigenkrankheit). An den folgenden Tagen treten auch an Schultern, Oberarmen, Oberschenkeln und Gesäß rötliche Flecken auf, teilweise leicht erhaben, die zum Zusammenfließen neigen und in der Mitte verblassen. Dadurch entstehen charakteristische girlandenartige Muster. Diese Hauterscheinungen können wechselhaft und flüchtig sein, aber bis zu sieben Wochen andauern. Das Allgemeinbefinden ist dabei nur wenig beeinträchtigt.
Bei jungen Erwachsenen wurden auch vaskulitische Hauterscheinungen mit strenger Begrenzung auf Hände und Füße beschrieben.

## Komplikationen
Gelegentlich kommt es zu Gelenkbeteiligungen mit Gelenkschmerzen und Gelenkentzündungen bevorzugt der kleinen Gelenke, insbesondere bei Mädchen und jungen Frauen. Die Beschwerden dauern zwei Wochen bis mehrere Monate an und hören auch ohne spezifische Behandlung von alleine wieder auf.
Andere Komplikationen erklären sich durch die besondere Vorliebe der Viren für die roten Blutkörperchen bzw. deren Vorläuferzellen. So kann es bei Patienten mit chronischer hämolytischer Anämie zu aplastischen Krisen kommen, bei denen das Knochenmark vorübergehend gar keine roten Blutzellen mehr bildet. Eine solche durch Parvovirus B19 ausgelöste aplastische Krise ist oft sogar das erste Anzeichen einer Kugelzellenanämie. Ein Hautausschlag fehlt bei diesen Patienten fast immer.
Bei Patienten mit angeborenen oder erworbenen Defekten des Abwehrsystems ist die Auslöschung des Virus gestört. Dadurch kann es zu chronisch rezidivierenden Anämien kommen. Typischerweise sind bei diesen Patienten keine spezifischen Antikörper gegen Parvovirus B19 nachweisbar.

## Schwangerschaft
Während der Schwangerschaft kann das Parvovirus B19 in etwa einem Drittel der Fälle über den Mutterkuchen (Plazenta) auf das Ungeborene übertragen werden.
Das Virus befällt beim Kind insbesondere die Zellen, die die Erythrozyten (rote Blutkörperchen) bilden und zerstört diese schließlich. Besonders die blutbildenden Zellen in Leber und Knochenmark sind betroffen mit der Folge, dass es zu einer starken Verringerung leistungsfähiger roter Blutkörperchen und damit zu einer schweren Blutarmut (Anämie) beim Ungeborenen kommt (rund zehn Prozent). Häufige Begleiterscheinungen sind der Hydrops fetalis (rund zehn Prozent), Aszites, Abfall der Herzleistung (kardiale Dekompensation) und im schlimmsten Fall kommt es zur Fehlgeburt bzw. Totgeburt (rund neun Prozent, besonders hohes Risiko bei Infektion im Zeitraum der 10. bis 22. Schwangerschaftswoche).
Das Virus kann vorgeburtlich eventuell im kindlichen Blut oder im Fruchtwasser nachgewiesen werden, dies gelingt jedoch nicht immer. Gleiches gilt für den Nachweis von Antikörpern und selbst ein Nachweis ist zum Teil bei Ungeborenen nicht aussagekräftig. Die Kontrolle der Kindesentwicklung mittels Ultraschalluntersuchungen in relativ kurzen Abständen ist daher das Mittel der Wahl zur Dokumentation des Infektionsverlaufes. Insbesondere auf die Ausbildung eines Hydrops fetalis ist hier zu achten und ggf. sind andere Ursachen wie z. B. die Rhesus-Unverträglichkeit abzuklären, damit eine eingeleitete Therapie greifen kann. Bei fetaler Anämie besteht die Therapie in der Gabe einer Bluttransfusion über die Nabelschnur.
Verläuft die Infektion ohne Komplikationen, ist in der Regel nicht mit negativen Folgen (Spätschäden) für das Kind zu rechnen, gegenwärtig gibt es keine Hinweise auf eine Parvovirus-B19-assoziierte fehlbildungsverursachende Entwicklungsstörung des Kindes (Embryopathie). Deshalb ist die Parvovirus-B19-Infektion in der Schwangerschaft auch keine hinreichende Indikation für einen Schwangerschaftsabbruch.

## Diagnose
Bei typischem Hautausschlag kann die Diagnose anhand der klinischen Symptomatik gestellt werden. In diagnostisch unklaren Fällen kann eine akute Infektion durch Bestimmung virusspezifischer Antikörper im Serum nachgewiesen werden. Dabei gilt der Nachweis von Anti-B19-IgM als Hinweis auf eine akute Infektion. Ein reaktiver B19-IgM-Befund sollte insbesondere während einer Schwangerschaft durch einen direkten Virusnachweis der viralen DNA im Serum bestätigt werden, da die Reaktivität des IgM-Tests unspezifisch sein kann. Bei immundefizienten Patienten kann der serologische Befund negativ bleiben, auch hier ist der direkte Virusnachweis notwendig. Bei schweren oder chronischen Verläufen nach Erstinfektion von schwerst immunsupprimierten Patienten, beispielsweise nach Organtransplantation, kann der direkte Virusnachweis auch im Knochenmark (nach Knochenmarkstanze) notwendig sein. Bei Infektionen des ungeborenen Kindes während der Schwangerschaft sind die spezifischen IgM-Antikörper im Serum des Kindes bei Geburt häufig (noch) nicht im Blut nachweisbar. Der Beweis einer intrauterinen Infektion des Kindes kann durch direkten Virusnachweis im Fruchtwasser oder sicherer im Nabelschnurblut erfolgen.

## Differentialdiagnose
Die Ringelröteln sollten vor allem gegen die anderen mit einem Hautausschlag einhergehenden Infektionskrankheiten abgegrenzt werden: Scharlach, Masern, Windpocken, Röteln, Drei-Tage-Fieber.
Ein Gesichtserythem tritt auch bei disseminierter Borrelieninfektion auf (serologisch nachweisbar) oder bei Lupus erythematodes.

## Prophylaxe
Ein Impfstoff existiert nicht. Auch über die vorbeugende Wirkung von Immunglobulinen gibt es keine Erkenntnisse. Kinder mit chronischen Bluterkrankungen sind über längere Zeit hochansteckend. Sie müssen daher isoliert werden. Ferner muss beachtet werden, dass Parvoviren außerordentlich stabil sind und daher gründliche Händedesinfektion nötig ist, um nosokomiale Infektionen zu vermeiden.

## Therapie
Eine spezifische Therapie gibt es nicht. Eine symptomatische Therapie ist zumeist nicht nötig. Bei
Patienten mit Immundefekt, chronischer Anämie und Viruspersistenz sollten Immunglobuline
eingesetzt werden. Bei frischer Infektion in der Schwangerschaft sind wöchentliche  Ultraschallkontrollen angezeigt. Zeigen sich hier Zeichen eines Hydrops fetalis, sollte versucht werden, durch intrauterine Bluttransfusionen das Leben des Kindes zu erhalten und die Schwangerschaft erfolgreich zu beenden.